# 马尔托内
马尔托内（義大利語：Martone），是意大利雷焦卡拉布里亚省的一个市镇。总面积8平方公里，人口574人，人口密度71.8人/平方公里（2009年）。ISTAT代码为080047。